# Juan Paulo Odendahl Metz
Juan Paulo Odendahl Metz CM (ur. 28 września 1888 w Kolonii, zm. 13 stycznia 1957) – niemiecki duchowny katolicki posługujący w Kostaryce, wikariusz apostolski Limón 1938-1957.

## Życiorys
10 lutego 1938 papież Pius XI mianował go wikariuszem apostolskim Limón ze stolicą tytularną Latopolis. 25 kwietnia 1938 z rąk arcybiskupa Carla Chiarlo przyjął sakrę biskupią. Funkcję sprawował aż do swojej śmierci.
Zmarł 13 stycznia 1957.